# Earl Park
Earl Park és una població dels Estats Units a l'estat d'Indiana. Segons el cens del 2006 tenia 462 habitants.

## Demografia
Segons el cens del 2000, Earl Park tenia 485 habitants, 168 habitatges, i 111 famílies. La densitat de població era de 199,2 habitants/km².
Dels 168 habitatges en un 40,5% hi vivien nens de menys de 18 anys, en un 48,2% hi vivien parelles casades, en un 12,5% dones solteres, i en un 33,9% no eren unitats familiars. En el 27,4% dels habitatges hi vivien persones soles el 10,7% de les quals corresponia a persones de 65 anys o més que vivien soles. El nombre mitjà de persones vivint en cada habitatge era de 2,57 i el nombre mitjà de persones que vivien en cada família era de 3,17.
Per edats la població es repartia de la següent manera: un 27,2% tenia menys de 18 anys, un 10,5% entre 18 i 24, un 26,2% entre 25 i 44, un 16,7% de 45 a 60 i un 19,4% 65 anys o més.
L'edat mediana era de 36 anys. Per cada 100 dones de 18 o més anys hi havia 83,9 homes.
La renda mediana per habitatge era de 32.981$ i la renda mediana per família de 37.188$. Els homes tenien una renda mediana de 26.667$ mentre que les dones 22.875$. La renda per capita de la població era de 14.369$. Entorn del 8,7% de les famílies i el 10,4% de la població estaven per davall del llindar de pobresa.

## Poblacions més properes
El següent diagrama mostra les poblacions més properes.